# Grupo de Trabajo de las Naciones Unidas sobre Tecnologías de la Información y la Comunicación

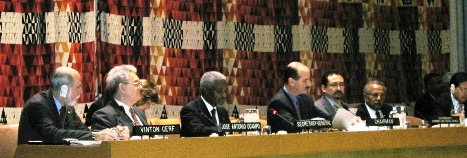
El Secretario General de las Naciones Unidas, Kofi Annan, dirigiendo la sexta sesión del Grupo de Trabajo sobre TIC de las Naciones Unidas en Nueva York, 25 de marzo de 2004.

El Grupo de Trabajo de Tecnologías de la Información y la Comunicación de las Naciones Unidas (UN ICT TF) fue una iniciativa de múltiples partes interesadas asociada con las Naciones Unidas "destinada a dar una dimensión global verdadera a la multitud de esfuerzos para reducir la brecha digital global, fomentar oportunidades digitales y, de esta forma, poner firmemente las TIC al servicio del desarrollo para todos".

## Fundación
El Grupo de Trabajo de TICs de las Naciones Unidas fue creado en noviembre de 2001 por el Secretario General de las Naciones Unidas, Kofi Annan, en respuesta a una solicitud del Consejo Económico y Social de las Naciones Unidas (ECOSOC) durante la sesión celebrada el 11 de julio del año 2000, con un mandato inicial de tres años (hasta finales de 2004). Siguió los pasos de la Iniciativa de la Brecha Digital Global (GDDI) del Foro Económico Mundial (WEF) y del Grupo de Trabajo de Oportunidades Digitales (DOT Force), establecido en por el Grupo de los Ocho (G8) en su cumbre anual en Okinawa, Japón (año 2000). Sin embargo, al formar parte de las Naciones Unidas muchos países en vías de desarrollo le otorgaron una legitimación más amplia que a las iniciativas anteriores del FEM y del G8, a pesar de que estas iniciativas también mantuvieran un enfoque basado en la participación de múltiples partes interesadas con una amplia participación de interesados (stakeholders) de países industrializados y en vías de desarrollo.

## Objetivos y metas
El propósito principal del Grupo de Trabajo era ofrecer asesoramiento político a gobiernos y organizaciones internacionales con la finalidad de reducir la brecha digital. Además de respaldar la Cumbre Mundial sobre la Sociedad de la Información (CMSI) y de liderar los esfuerzos de las Naciones Unidas en la elaboración de estrategias TIC para el desarrollo, el Grupo de Trabajo tenía como objetivo establecer colaboraciones entre el sistema de las Naciones Unidas y los estados, la industria privada, los fideicomisos, las fundaciones, los donantes y otras partes interesadas.

## Membresía y organización
El Grupo de Trabajo de TICs de las Naciones Unidas incluyó a los altos cargos de la industria informática (Cisco Systems, Hewlett-Packard, IBM, Nokia, SAP, Siemens, Sun Microsystems ), además de ONGs globales (como la Asociación para el Progreso de las Comunicaciones ), gobiernos y agencias internacionales. Su organismo coordinador era una junta de múltiples partes interesadas, asistida por una pequeña secretaría ubicada en la sede de la ONU en Nueva York. El asesoramiento técnico estuvo a cargo del Panel de Asesores Técnicos de alto nivel.

## Actividades

### Servicio de Tecnología de la Información de las Naciones Unidas (UNITeS)
En el Informe del panel de alto nivel de expertos en tecnología de la información y las comunicaciones, el panel aceptó el establecimiento de un Servicio de Tecnología de la Información de las Naciones Unidas (UNITeS), sugerido por Kofi Annan en el Informe del Milenio del Secretario General ": Nosotros los pueblos: el papel de las Naciones Unidas en el siglo XXI ”. Dicho panel proporcionó sugerencias para la estrategia de configuración e implementación, destacando la importancia de priorizar la movilización de "recursos humanos nacionales" (expertos locales en TIC) tanto para hombres como para mujeres en países en vías de desarrollo. La iniciativa fue lanzada por los Voluntarios de las Naciones Unidas bajo la dirección de Sharon Capeling-Alakija y estuvo activa desde febrero de 2001 hasta febrero de 2005. El personal y los voluntarios de la iniciativa participaron en la Cumbre Mundial sobre la Sociedad de la Información (CMSI) celebrada en Ginebra en diciembre de 2003. 

### Desafío a Silicon Valley
En noviembre de 2002, Kofi Annan instó en su Desafío a Silicon Valley a desarrollar sistemas asequibles, con precios lo suficientemente bajos como para facilitar su despliegue en cualquier parte. La Oficina del Alto Comisionado de las Naciones Unidas para los Refugiados dirigió un campo de refugiados en Tanzania donde la Global Catalyst Foundation había instalado ordenadores y equipos de comunicación para que los refugiados burundeses pudieran utilizarlos. Además, la Unión Internacional de Telecomunicaciones (UIT) colaboró con el Reino de Bután en un proyecto relacionado con el Simputer.

### Cumbre Mundial sobre la Sociedad de la Información (CMSI)
El Grupo de Trabajo desempeñó un papel activo, entre otros eventos, en el proceso que condujo a la celebración de la Cumbre Mundial sobre la Sociedad de la Información (CMSI) en Ginebra en diciembre de 2003 así como de su segunda fase, celebrada en Túnez en noviembre de 2005. Para participar en la segunda fase de la CMSI, el mandato original de tres años del Grupo de Trabajo se extendió un año adicional. De esta forma, expiró el 31 de diciembre de 2005, sin llegar producirse ninguna otra prórroga.

### Grupos de trabajo
Las partes interesadas del Grupo de Trabajo, junto con los miembros y los expertos del Panel de Asesores Técnicos, participaron activamente en grupos de trabajo estructurados en base a cuatro temas amplios:
- Política y gobernanza de las TIC.
- Habilitación del entorno.
- Desarrollo de recursos humanos y aumento de capacidad.
- Indicadores TIC y mapeo de los ODM.

### Redes regionales
Se realizaron actividades en cinco redes de comunicación regionales: África, Asia, Estados Árabes, Europa y Asia Central y América Latina y el Caribe.

### Reuniones
El 17 y 18 de junio de 2002 se dedicó una sesión de la Asamblea General de las Naciones Unidas a las TIC para el desarrollo, abordando la brecha digital en el contexto de la globalización y el proceso de desarrollo.  Durante esta sesión, se promovió la coherencia y las sinergias entre diversas iniciativas regionales e internacionales relacionadas con las tecnologías de la información y las comunicaciones. Además, la reunión contribuyó a la preparación de la CMSI. Numerosos países estuvieron representados en esta sesión por funcionarios de alto nivel encargados de las comunicaciones y el desarrollo.
El Grupo de Trabajo organizó 10 reuniones semestrales en diferentes ubicaciones, las cuales desempeñaron un papel crucial como espacios para compartir las mejores prácticas y para reunir a las distintas partes interesadas para trabajar en temas comunes. Según los participantes, las más exitosas fueron aquellas que se llevaron a cabo en conjunción con una serie de Foros Globales :
- Primera reunión: en la sede de la ONU en Nueva York (Estados Unidos), 19 y 20 de noviembre de 2001.
- Segunda reunión: en la sede de la ONU en Nueva York (Estados Unidos), 3 y 4 de febrero de 2002.
- Tercera reunión: en la sede de la ONU en Nueva York (Estados Unidos), 30 de septiembre - 1 de octubre de 2002, centrada en las TIC para el desarrollo en África. También revisó los resultados del primer año de actividades del Grupo de Trabajo y acordó una estrategia ambiciosa para los próximos dos años.
- Cuarta reunión: en la ONU en Ginebra (Suiza), 21 y 22 de febrero de 2004, con un Foro del Sector Privado.
- Quinta reunión: en la OMPI en Ginebra (Suiza), 12 y 13 de septiembre de 2003, para permitir a los participantes discutir la contribución del Grupo de Trabajo a la CMSI.
- Sexta reunión: en la sede de la ONU en Nueva York (Estados Unidos), en marzo de 2004, con un Foro Global sobre Gobernanza de Internet .
- Séptima reunión: en el Ministerio de Asuntos Exteriores en Berlín (Alemania), del 18 al 20 de noviembre de 2004, con un Foro Mundial sobre un Entorno Propicio .
- Octava reunión: en Dublín (Irlanda), del 13 al 15 de abril de 2005, con un Foro Mundial sobre el Aprovechamiento del Potencial de las TIC en la Educación .
- Novena reunión: en la OIT en Ginebra(Suiza), 1 de octubre de 2005.
- Décima reunión (final): en la Cumbre Mundial sobre la Sociedad de la Información en Túnez (Túnez), 17 de noviembre de 2005.

Adicionalmente, el 13 de septiembre de 2005 tuvo lugar en la ciudad de Nueva York una Mesa Redonda Mundial sobre "Innovación e inversión: Escalando la Ciencia y la Tecnología para Alcanzar los ODM". El enfoque principal del Foro se centró en el papel crítico de la ciencia, la tecnología y la innovación, especialmente las tecnologías de la información y la comunicación, en la ampliación de las respuestas a nivel local, nacional y global para alcanzar los Objetivos de Desarrollo del Milenio.

## Segunda fase del CMSI en Túnez
Paralelamente al puesto en la exposición ICT4ALL, se llevó a cabo una serie de actividades bajo el auspicio del Grupo de Trabajo de las TIC de las Naciones Unidas y sus miembros:

### Medición de la Sociedad de la Información
La Asociación para la Medición de las TIC para el Desarrollo  involucra las siguientes organizaciones: Eurostat, la Unión Internacional de Telecomunicaciones, la Organización para la Cooperación y el Desarrollo Económicos (OCDE), la Unesco, el Grupo de Trabajo sobre TIC de las Naciones Unidas, las Comisiones Regionales de las Naciones Unidas y el Banco Mundial.

### El papel de los Parlamentos en la Sociedad de la Información
Los principales líderes parlamentarios presentaron sus opiniones sobre el papel que pueden desempeñar las asambleas nacionales y regionales en la construcción de la Sociedad de la Información en un “Diálogo de Alto Nivel sobre Gobernanza, Ciudadanía Global y Tecnología”, el 16 de noviembre.

### Elegir las tecnologías adecuadas para la Educación
En este taller, la Iniciativa Global e-School  presentó la Calculadora del Costo Total de Propiedad, un marco para identificar y escoger las TIC más apropiadas para las escuelas a través de la evaluación de sus beneficios, viabilidad y costes.

### Creación de asociaciones para la Sociedad de la Información
El 16 de noviembre se celebraron dos mesas redondas de alto nivel centradas en “Perspectivas Regionales para la Sociedad Global de la Información” y en “Mujeres en la Sociedad de la Información: Construyendo de una Economía basada en el Conocimiento Equilibrada en Género”.

### Poner las TIC al servicio de los Objetivos de Desarrollo del Milenio y la Agenda de Desarrollo de las Naciones Unidas
La mesa redonda del 17 de noviembre examinó cómo las TIC pueden aplicarse para alcanzar los objetivos de desarrollo acordados a nivel internacional y discutió formas de concienciar sobre las TIC como herramientas impulsoras del desarrollo.

### Lograr una mejor calidad y rentabilidad en la atención sanitaria y la educación a través de las TIC
El panel del 17 de noviembre demostró el potencial de las TIC para mejorar la calidad y la rentabilidad de servicios públicos esenciales, prestando un enfoque específico en los campos de la educación y la atención sanitaria.

### Reducir la brecha digital con Internet inalámbrico de banda ancha
La mesa redonda del 17 de noviembre se centró en el papel crucial de las implementaciones de infraestructuras inalámbricas de banda ancha en la reducción de la brecha digital.

## Resultados de la CMSI

### GESCI
Uno de los resultados destacados del Grupo de Trabajo de las Naciones Unidas sobre las TIC fue la creación, en 2003, de la Iniciativa Global de Comunidades y Escuelas Electrónicas (GESCI), una ONG internacional con sede inicial en Dublín, Irlanda. Su objetivo principal era mejorar la calidad de la educación en escuelas y comunidades a través de la utilización de las tecnologías de la información y la comunicación.  La presentación oficial de GESCI tuvo lugar durante la CMSI.
Actualmente, GESCI se ha convertido en una organización colaboradora con gobiernos y ministerios, el sector privado, socios para el desarrollo y distintas comunidades. Se encarga de brindar asesoramiento estratégico, coordinar el diálogo sobre políticas, realizar investigaciones y desarrollar e implementar modelos de buenas prácticas para el uso generalizado y la integración de las TIC en la educación formal y otros entornos de aprendizaje, en el contexto del apoyo al desarrollo de sociedades del conocimiento inclusivas y de lograr el éxito de los ODS.

### ePol-Net
Otro resultado derivado es la Red Global de Recursos de Política Electrónica (ePol-NET),  diseñada para reunir esfuerzos a nivel mundial en apoyo de estrategias nacionales de desarrollo electrónico. Esta red proporciona información profunda y de calidad a los responsables de políticas TIC en países en desarrollo, esencial para la formulación de políticas y estrategias efectivas a nivel nacional. La red fue una propuesta de los miembros del Grupo de Trabajo sobre Oportunidades Digitales (DOT Force), quienes fusionaron sus actividades con el Grupo de Trabajo de las TIC de las Naciones Unidas en 2002. La ePol-Net también se presentó oficialmente durante la CMSI.

### Centro Global TIC en los Parlamentos
Otro resultado de la CMSI es el Centro Global para las TIC en los Parlamentos, lanzado oficialmente por el Departamento de Asuntos Económicos y Sociales de las Naciones Unidas (UNDESA) en cooperación con la Unión Interparlamentaria (UPI) en Túnez, noviembre de 2005. El Centro Global TIC en los Parlamentos responde al deseo común de construir una sociedad de la información centrada en las personas inclusiva y orientada al desarrollo, donde las legislaturas estén facultadas para cumplir mejor sus funciones constitucionales a través de las Tecnologías de la Información y la Comunicación (TIC).
El Centro Global para las TIC en los Parlamentos actúa como un punto de información, asistencia técnica, investigación e innovación. Además, promueve la instauración y mantenimiento de un diálogo estructurado entre parlamentos, organizaciones internacionales, Centros de Excelencia, la sociedad civil, la comunidad de donantes y el sector privado, con el propósito de mejorar el intercambio de experiencias, la identificación de las mejores prácticas y la implementación de soluciones apropiadas.

## Seguimiento
La tarea de reducir la brecha digital aún está inconclusa. La CMSI ha instado a la creación de un Foro de Gobernanza de Internet  con el propósito de facilitar un debate global que involucre a múltiples partes interesadas en asuntos relacionados con la gobernanza de Internet, considerándolo un recurso global. La CMSI también ha solicitado un proceso de seguimiento e implementación, para el cual el funcionamiento del Grupo de Trabajo de las Naciones Unidas sobre las TIC junto con los principios incorporados en la composición de múltiples partes interesadas pueden proporcionar un modelo útil.
Parte del trabajo también está siendo realizado por el Grupo de las Naciones Unidas sobre la Sociedad de la Información (SIG de las Naciones Unidas), con un foco en el Sistema de las Naciones Unidas, y por el sucesor del UN ICT TF, la Alianza Global para las TIC y el Desarrollo (GAID), con énfasis en el desarrollo internacional.

## Documentos seleccionados
- Informe del grupo de expertos de alto nivel sobre tecnología de la información y la comunicación (22 de mayo de 2000), que sugiere un Grupo de Trabajo de las Naciones Unidas sobre las TIC .
- Proyecto de Declaración Ministerial (11 de julio de 2000), solicitando el establecimiento del Grupo de Trabajo de las Naciones Unidas sobre las TIC.

## Serie de publicaciones
Como parte de sus esfuerzos, el Grupo de Trabajo y sus miembros han publicado una serie de libros sobre temas diversos relacionados con el trabajo desempeñado por esta iniciativa. Estos libros se encuentran disponibles en la librería de la ONU, en Amazon (parcialmente), o en formato PDF (en inglés), citado a continuación:
- Serie 1 del Grupo de Trabajo sobre TIC de las Naciones Unidas : Inseguridad de la información: una guía de supervivencia para los territorios inexplorados de las ciberamenazas y la ciberseguridad (por Eduardo Gelbstein, Ahmad Kamal) - julio de 2005,ISBN 92-1-104530-4.
- Serie 2 del Grupo de Trabajo sobre TIC de las Naciones Unidas: Tecnologías de la información y la comunicación para el desarrollo africano: una evaluación del progreso y los desafíos futuros (Editado con una introducción de Joseph O. Okpaku, Sr., Ph.D.) - julio de 2005,ISBN 92-1-104531-2.
- Serie 3 del Grupo de Trabajo sobre TIC de las Naciones Unidas: El papel de las tecnologías de la información y la comunicación en el desarrollo global: análisis y recomendaciones de políticas (editado con una introducción de Abdul Basit Haqqani) - julio de 2005,ISBN 92-1-104532-0.
- Serie 4 del Grupo de Trabajo sobre TIC de las Naciones Unidas: Conectados para el desarrollo: quioscos de información y sostenibilidad (por Akhtar Badshah, Sarbuland Khan y María Garrido) - julio de 2005,ISBN 92-1-104533-9.
- Serie 5 del Grupo de Trabajo sobre TIC de las Naciones Unidas: Gobernanza de Internet: una gran colaboración (por Don MacLean) - julio de 2005,ISBN 92-1-104534-7.
- Serie 6 del Grupo de Trabajo sobre TIC de las Naciones Unidas: Creación de un entorno propicio: hacia los Objetivos de Desarrollo del Milenio(Por Deni  s Gilhooly) - septiembre de 2005,ISBN 92-1-104535-5.
- Serie 7 del Grupo de Trabajo sobre TIC de las Naciones Unidas : OMC, comercio electrónico y tecnologías de la información: desde la Ronda Uruguay hasta la Agenda de Desarrollo de Doha (Por Sacha Wunsch-Vincent, Editado por Joanna McIntosh).
- Serie 8 del Grupo de Trabajo sobre TIC de las Naciones Unidas: La Cumbre Mundial sobre la Sociedad de la Información: Del pasado al futuro (Editado por Daniel Stauffacher y Wolfgang Kleinwächter).
- Serie 9 del Grupo de Trabajo sobre TIC de las Naciones Unidas: Aprovechar el potencial de las TIC para la educación: un enfoque de múltiples partes interesadas (Editado por Bonnie Bracey y Terry Culver).
- Serie 10 del Grupo de Trabajo sobre TIC de las Naciones Unidas: Manual de replicación de teléfonos de aldea (por David Keogh y Tim Wood) - septiembre de 2005,ISBN 92-1-104546-0.
- Serie 11 del Grupo de Trabajo sobre TIC de las Naciones Unidas: Tecnología de la información y la comunicación para la paz: el papel de las TIC en la prevención, respuesta y recuperación de conflictos (por Daniel Stauffacher, William Drake, Paul Currion y Julia Steinberger).
- Serie 12 del Grupo de Trabajo sobre TIC de las Naciones Unidas: Reforma de la Gobernanza de Internet: Perspectivas del Grupo de Trabajo sobre Gobernanza de Internet (WGIG) (Editado por William J. Drake).